# 環境哲学
環境哲学（かんきょうてつがく）は、自然環境やそれに関する問題（環境問題）を扱う哲学の一分野である。
人間と自然（自然環境）のと関係、人間が自然に対して行う行為の責任やそれに対して自然が持つ権利、自然の価値といったことを論じながら、最終的には人間と自然がどのようなかたちで環境問題を解決していくべきか、という事を考える。
倫理学の1分野として始まった環境倫理学が論じられていくうちに、環境問題が社会問題化して全人類共通の課題として考えられるようになり、存在論、認識論、社会哲学の面からのアプローチが加わって発展し始まった哲学である。
従来の哲学が日常生活のなかではほとんど現れないのと同様に、環境哲学という言葉も、これだけ環境問題がクローズアップされるようになっても現れない。一方、平易なところから導入されるエコロジーといった考え方が一般的にも広く知られるようになり、こちらは環境思想としてさまざまなところで論じられるに至っている。環境哲学も環境思想も根本的に相違はなく、目指す所は同じであるが、前者は哲学のように決まった形でのアプローチが多い一方、後者は自由な発想が見られる点が大きく異なる。

## 環境哲学のテーマ
- 自然とは何か、その対象と過程はどこまでなのか。
- 人間のライフスタイルや行為を説明付ける、人間の存在の形とはどういうものか。
- 自然や人間のライフスタイルの価値論。人間の行為の評価。
- 上記を説明する主張がどのような基準で試行されるべきか（方法論）。